# 岩倉文也
岩倉 文也（いわくら ふみや、1998年8月31日 - ）は、日本の詩人。歌人。福島県福島市生まれ。

## 経歴・人物
2016年頃より歌作、詩作をはじめ、新聞歌壇や詩誌への投稿を開始する。2018年、「ユリイカの新人」に選ばれる。同年、「階段」が『詩と思想』読者投稿欄最優秀作品に選出。同年、毎日歌壇賞（加藤治郎選）を受賞。2019年2月、第一詩集『傾いた夜空の下で』により、第24回中原中也賞最終候補となる。
詩作の原点には美少女ゲームのテキストがあると語っている。

## 作品リスト

### 詩集
- 『傾いた夜空の下で』（青土社、2018年9月）ISBN 978-4-7917-7103-5

### 散文・小説
- 『あの夏ぼくは天使を見た』（KADOKAWA、2019年10月）ISBN 978-4-0460-4343-6
- 『終わりつづけるぼくらのための』（星海社FICTIONS、2021年2月）ISBN 978-4-0652-1660-6
- 『透明だった最後の日々へ』（星海社FICTIONS、2023年1月）ISBN 978-4-0653-0313-9
- 『魂に指ひとつふれるな』（星海社FICTIONS、2024年11月）ISBN 978-4-0653-7678-2

### 雑誌等掲載
詩作品
- 題不明 - 『詩と思想』2019年8月号
- 「詩短歌アパートメント」 - 『飛ぶ教室』第60号（2020年冬、2020年1月）
- 「この朝を越えれば」 - 『現代詩手帖』2020年6月号

論考・エッセイ
- 「夜空の下を」 - 『詩と思想』2018年7月号
- 「背景の魔術 : 『ハックス!』、『ぼくらのよあけ』における世界への眼差し」 - 『ユリイカ』2022年11月号
- 「谷川俊太郎だけが詩人なのであって、他に詩人なんていないのかもしれない」 - 『ユリイカ』2024年3月号
- 「物語の断片と、跳梁する言葉の影で : いよわ作品における物語の位相」 - 『ユリイカ』2024年10月号

### その他
- ヒラヒラヒヒル 特別寄稿「瀬戸口廉也を語る」[5]